# Bellver de Cerdanya (kommun)
Bellver de Cerdanya är en kommun i Spanien.   Den ligger i provinsen Província de Lleida och regionen Katalonien, i den nordöstra delen av landet, 500 km öster om huvudstaden Madrid. Antalet invånare är 2 300. Arean är 98 kvadratkilometer. Bellver de Cerdanya gränsar till Lles de Cerdanya, Meranges, Prullans, Ger, Isòvol, Prats i Sansor, Riu de Cerdanya, Guardiola de Berguedà, Bagà, Gisclareny och Montellà i Martinet. 
Terrängen i Bellver de Cerdanya är kuperad åt nordväst, men åt sydost är den bergig.
Bellver de Cerdanya delas in i:
- Pi